# Vol balistique
Le vol balistique qualifie le mouvement d'un projectile dans un champ gravitationnel soumis à la gravité de celui-ci et à elle seule. La balistique est la science qui a pour but l'étude du mouvement des projectiles dans ces conditions.

## Définition
Le vol balistique est ainsi la phase de vol que décrivent les projectiles lancés hors de l'atmosphère par les lanceurs spatiaux à la suite de leur phase de propulsion. Cette phase de vol est souvent propice à la mise en orbite de satellites ou au lancement d’armes, notamment  nucléaires. Dans le premier cas (lancement de satellite) le lanceur spatial est appelé lanceur; dans le second (arme classique ou arme nucléaire) il est dit missile balistique.
Le domaine de vol balistique comprend :
- le "vol balistique" proprement dit appelé aussi "suborbital". L’orbite est elliptique. Les projectiles retombent sur terre. 
L’usage est venu d’appliquer le terme balistique à tout vol spatial dont la charge retombe sur Terre du fait de la gravité. On utilise les termes qui suivent pour les autres vols, à savoir:
- le "vol orbital" pour lequel la retombée sur Terre n'est plus possible. L’orbite est encore elliptique et peut être circulaire.
- l’ "évasion hors de l’attraction terrestre" au-delà  du vol orbital. L’orbite est parabolique à la transition puis devient hyperbolique et le projectile quitte la Terre.

Tous ces domaines sont uniquement fonction de la vitesse donnée au moment du lancement du projectile. 
On distingue notamment, pour la Terre:
- une vitesse de satellisation (env.8 km/s) en deçà de laquelle le projectile retombe et au-delà de laquelle il se satellise (première vitesse cosmique);
- une vitesse de libération (env. 11 km/s) au-delà de laquelle la projectile quitte la Terre mais reste dans le système solaire (deuxième vitesse cosmique);
- enfin au-delà de 17km/s (environ, troisième vitesse cosmique) le projectile s’évade du système solaire[5].

Ainsi la trajectoire d'un projectile dans un champ gravitationnel est-elle successivement au fur et à mesure que la vitesse augmente une ellipse puis une hyperbole (le cercle et la parabole étant des cas particuliers).
Si la trajectoire s’effectue dans l’atmosphère, le parcours n’est plus balistique au sens propre du terme. En effet la résistance de l'air s’exerce sur le projectile qui n’est donc plus soumis à la seule force de gravité, mais à deux forces : la gravité et la résistance de l'air.
La courbe est donc déformée du fait de cette résistance de l’air. Dans certains cas (lancer du poids, balle de pistolet) l’effet de l'air est négligeable. On parle 
ainsi de la balistique des armes. Dans d’autres (lancement par la raquette de la balle de tennis) le terme n’est plus applicable car la balle est légère et sa vitesse faible. La résistance de l’air et le vent ont un effet significatif sur sa trajectoire.